# Civic Opera House

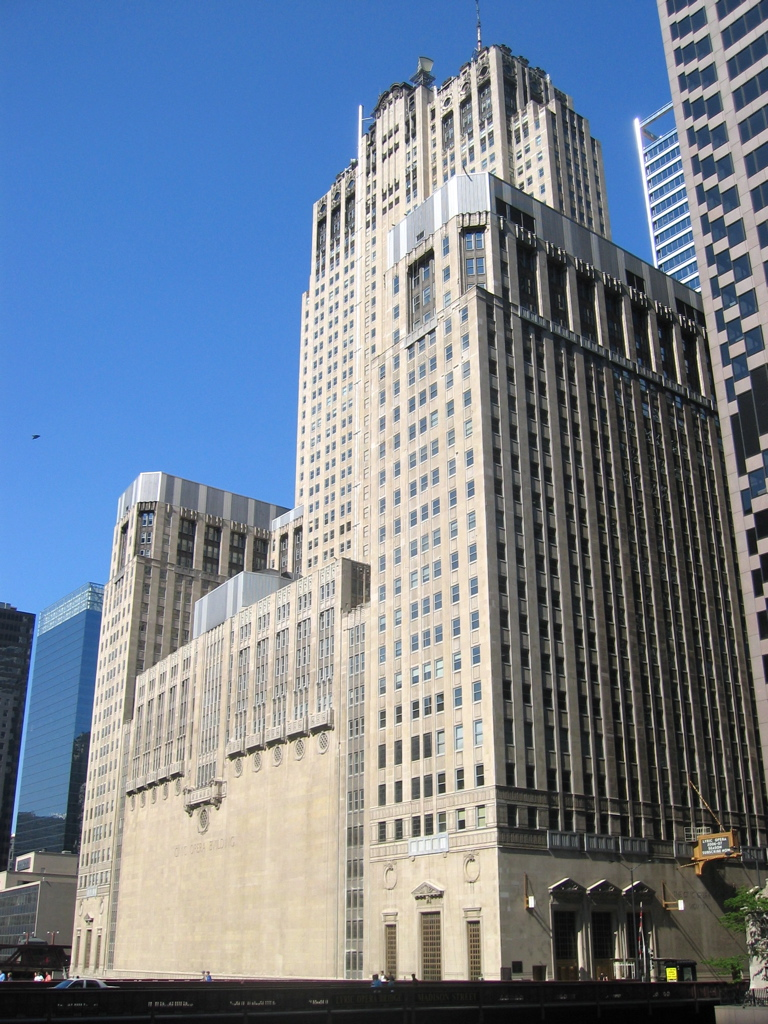
Le Civic Opera House sur Wacker Drive à Chicago.

Le Civic Opera House est un opéra de 45 étages situé sur Wacker Drive à Chicago, États-Unis. Il est occupé par l'Opéra lyrique de Chicago. Il a ouvert le 4 novembre 1929, son style est Art déco et sa capacité est de 3 563 places (deuxième d'Amérique du Nord après le Metropolitan Opera de New York). Il a vu sa création sous l'impulsion de Samuel Insull qui engagea le cabinet d'architectes Graham, Anderson, Probst & White et le sculpteur Henry Hering.
Le bâtiment servit de modèle pour celui du film Citizen Kane d'Orson Welles.